# Dounoux
Dounoux – miejscowość i gmina we Francji, w regionie Grand Est, w departamencie Wogezy.
Według danych na rok 1990 gminę zamieszkiwało 807 osób, a gęstość zaludnienia wynosiła 87 osób/km² (wśród 2335 gmin Lotaryngii Dounoux plasuje się na 435. miejscu pod względem liczby ludności, natomiast pod względem powierzchni na miejscu 646.).